# Stephanoma strigosum
Stephanoma strigosum är en svampart som beskrevs av Wallr. 1833. Stephanoma strigosum ingår i släktet Stephanoma och familjen Hypocreaceae.   Inga underarter finns listade i Catalogue of Life.